# Обелиск Славы на горе Митридат

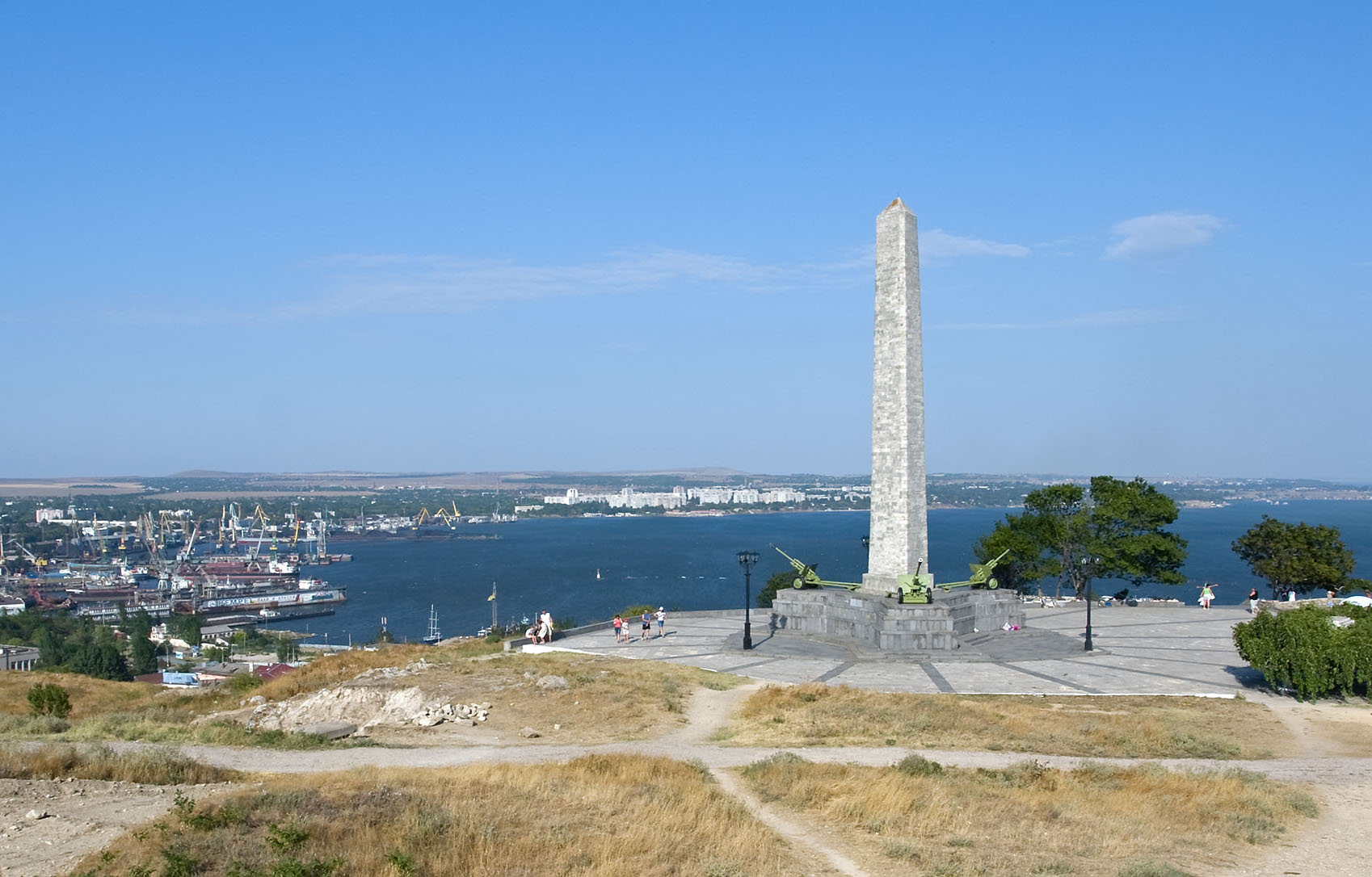
Обелиск Славы на горе Митридат

Обелиск Славы Бессмертным Героям на горе Митридат — монумент, посвящённый генералам, офицерам, сержантам и рядовым Отдельной Приморской Армии, морякам Азовской военной флотилии и всем воинам, павшим в боях за освобождение Крыма (ноябрь 1943 — апрель 1944). Обелиск расположен в городе Керчь (Крым) на вершине горы Митридат.

## История
В 1944 году на вершине горы Митридат на основе эскизов академика М. Я. Гинзбурга по проекту архитектора Алексея Дмитриевича Киселёва был воздвигнут обелиск Славы, ставший ныне своеобразным символом города-героя Керчь. (А. Д. Киселёв также является автором обелиска воинской Славы на Сапун-горе в Севастополе). Для строительства использовались камни от Троицкого собора (1832 год), который в то время был главным храмом Керчи. Монумент был открыт 8 октября 1944 и стал одним из первых памятников, посвящённых событиям Великой Отечественной войны на территории СССР.
После постройки монумента была снесена часовня на могиле керченского градоначальника И. А. Стемпковского повреждённая в ходе боёв, однако пригодная для восстановления. Вероятно, власти посчитали неуместным наличие одновременно двух архитектурных доминант в центре Керчи.
Памятник сооружён воинами 9-го мотоинженерного батальона подполковника Ф.И. Киневского. Трёхгранный 24-метровый обелиск установлен на многоступенчатом постаменте. На стороне, обращённой к городу, укреплён макет Ордена Славы. Строгий, светло-серого камня памятник виден на расстоянии до 20 км. На постаменте, словно охраняя обелиск, стоят три 76-мм пушки. Рядом — большая мемориальная доска в виде развёрнутой книги, выполненная из мрамора.
В постановлении Военного Совета Отдельной Приморской Армии от 23 октября 1944 № 0233 (действующая армия) «О передаче памятников героям павшим смертью храбрых за освобождение Крыма-СНК Крымской АССР» отмечаются:
Академик М. Я. Гинзбург - за разработку проектов памятников и активное участие в строительстве – ему вынесена благодарность и представлен к правительственной награде. За проявленную инициативу, активность и четкую организацию работ по строительству памятников объявлена благодарность: Ст.инспектору отдела учета персональных потерь подполковнику Колесникову И. Г.; Командиру 9О МИБ подполковнику Киневскому Ф. И.; Командиру 24 ОДЭБ подполковнику Вайда; Лейтенанту-архитектору Киселёву А. Д.; Инженер-майору Андрееву Н. П.; Гв. старшему лейтенанту Лапшину Л. И.; Ст. технику-лейтенанту Нижерадзе Г. В.; Ст. лейтенанту Белозерову Е. В.; начальнику тыла армии генерал-майору Хилинскому представить к 25 октября 1944г. материал для награждения особо отличившихся активных участников строительства памятников.''

## Списки памяти
На мемориальной доске Обелиска Славы перечислены 146 Героев Советского Союза, отмеченных высшими наградами Родины в сражениях за город Керчь, а также приведён список из 21 воинской части, удостоенной почётного наименования «Керченская».